# Misja „sui iuris” Tokelau
Misja „Sui Iuris” Tokelau (łac.: Tokelaunus, ang. Mission „Sui Iuris” of Tokelau) – katolicka misja sui iuris na Tokelau. Swoim zasięgiem obejmuje w całości to terytorium zależne Nowej Zelandii.
Siedziba administratora apostolskiego znajduje się w Nukunonu. 

## Historia
- 26 czerwca 1992 – utworzenie misji „Sui Iuris” Tokelau.

## Superiorzy
- ks. Patrick Edward O’Connor (1992–2011)
- ks. Oliver P. Aro MSP (2011–2016)
- abp Alapati Lui Mataeliga (2018–2023)
- abp Mosese Vitolio Tui (od 2024)